# 米兰四重奏 (莫扎特)
六首米兰四重奏，编号K. 155-160，是沃尔夫冈·阿马德乌斯·莫扎特于1772 年底到1773 年初创作的六首弦乐四重奏。因此时莫扎特身处米兰而得名。
这六首四重奏是莫扎特的第二号弦乐四重奏至第七号弦乐四重奏。

## 背景
这六首弦乐四重奏创作于作者16岁至17岁时。此时，他正在米兰创作歌剧Lucio Silla。
这六首作品的调式为 D-G-C-F-B♭-E♭，这是与五度圈相同的。

## D 大调第二号弦乐四重奏
作品编号K. 155，1772年秋天写于博尔扎诺。
1. 快板
2. 行板
3. 甚快板

## G 大调第三号弦乐四重奏
作品编号K. 156，1772年底写于米兰
1. 急板
2. 柔板
3. 小步舞曲

## C 大调第四号弦乐四重奏
作品编号K. 157，1772年底写于米兰。
1. 快板
2. 行板
3. 急板

## F 大调第五号弦乐四重奏
作品编号K. 158，1773年初写于米兰。
1. 快板
2. 行板小快板
3. 小步舞曲

## 降 B 大调第六号弦乐四重奏
作品编号K. 159，1773年初写于米兰。
1. 行板
2. 快板
3. 回旋曲

## 降 E 大调第七号弦乐四重奏
作品编号K. 160，1773年初写于米兰。
1. 快板
2. 柔板
3. 急板